# Eiphosoma batatae
Eiphosoma batatae är en stekelart som beskrevs av Joseph Augustine Cushman 1931. Eiphosoma batatae ingår i släktet Eiphosoma och familjen brokparasitsteklar. Inga underarter finns listade i Catalogue of Life.